# 万籁
万籁（1924年—），男，江西南昌人，中国天文学家，中国科学院上海天文台研究员、原副台长，曾任中国天文学会理事。